# Îles des Chiens

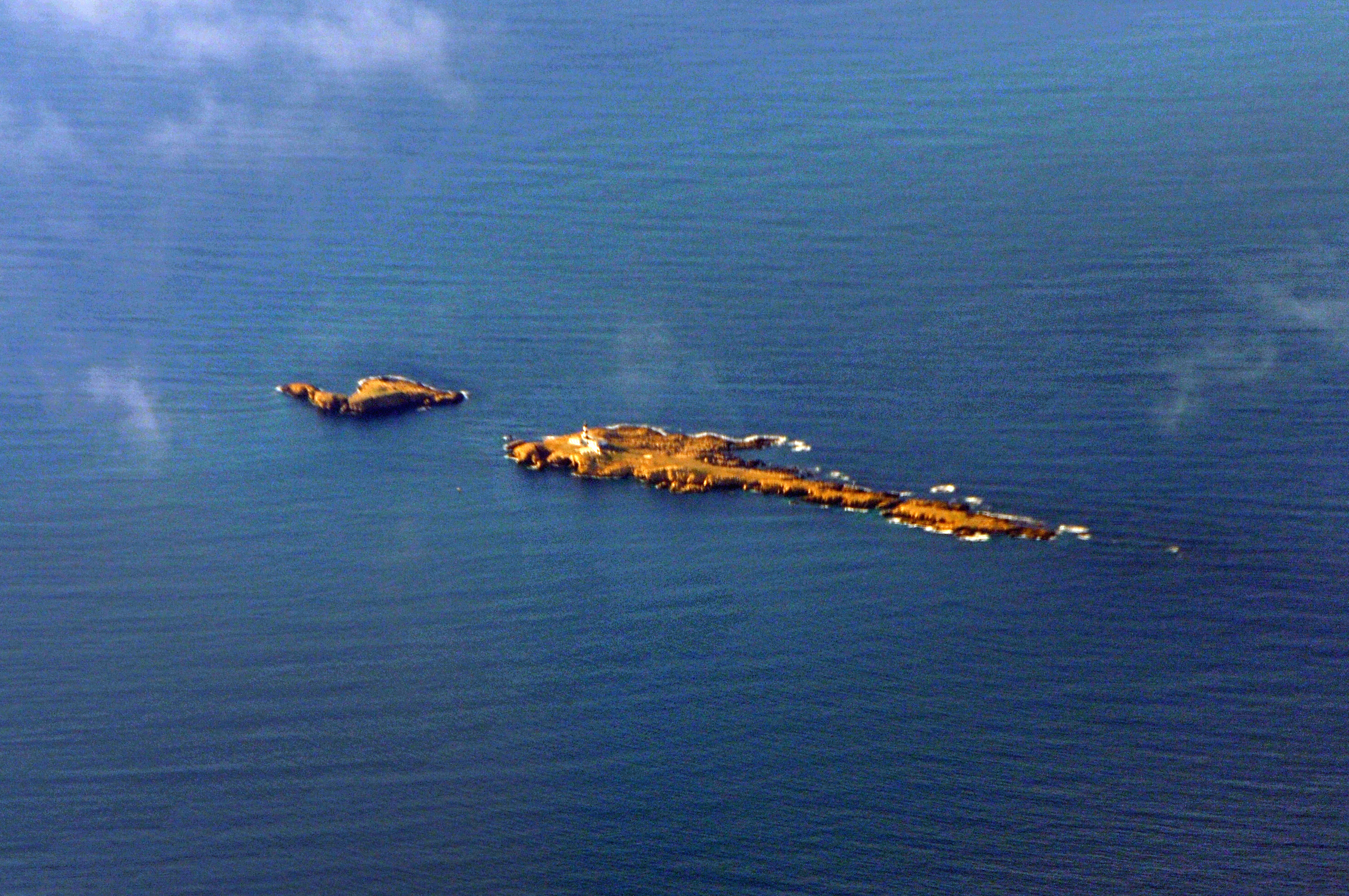
Îles des Chiens.

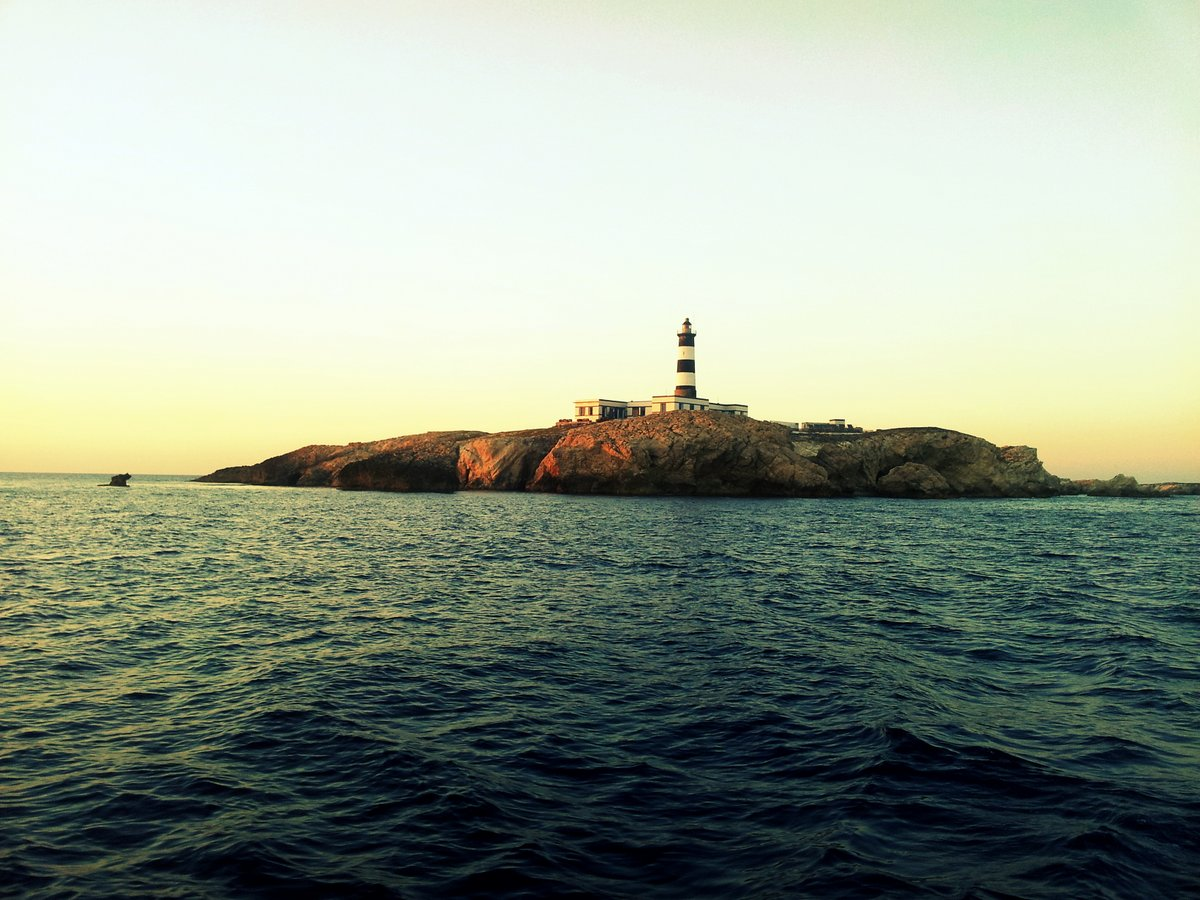
Fyrtornet.

Îles des Chiens även Îles des Cani, (arabiska صورة جوية لجزر القاني   al-Qānī, (franska Îles des Chiens och îlots des Chiens, "Hundöarna") är en ögrupp i guvernementet Bizerte i norra Tunisien. Ögruppen är den nordligaste platsen både i Tunisien och i världsdelen Afrika och är en av världens yttersta platser. Den nordligaste punkten på Afrikas fastland är Kap Ras ben Sakka, också i Tunisien.

## Geografi
Îles des Chiens ligger cirka 20 km nordöst om staden Bizerte och cirka 12 km nordöst om Kap Zebib i kuststaden Metline vid Medelhavet.
Den obebodda ögruppen har en yta på cirka 0,9 km² och den högsta höjden är på cirka 20 m ö.h. Ögruppen omfattar La Grande Cani (ca 400 m lång, cirka 8,2 hektar) och La Petite Cani (ca 100 m lång, cirka 1,2 hektar).
På La Grande Cani står den 21 m höga fyren "Phare de L' île de Cani", fyren är den näst äldsta i Tunisien.
Förvaltningsmässigt utgör ögruppen en del av distriktet Bizerte Nord (mutamadiyat, fr: délégation) i guvernementet (wilayāt, fr: gouvernorat) Bizerte.

## Historia
Fyren byggdes 1860 av britter efter förhandlingar med Bejen av Tunis efter att fartyget "HMS Spartan" förliste 1856 vid ön och strandsatte besättningen på ön. Fyren är inte längre aktiv.